# Немцы в Турции
Немцы в Турции и босфорские немцы — группы немцев, проживающая на территории Турции, главным образом в Стамбуле. По вероисповеданию — христиане-протестанты. Говорят на немецком и турецком языках. Численность немцев в Турции составляет около 50 000 человек.

## Расселение
Начиная со второй половины XIX века, немцы начали селиться в Стамбуле. Первое поколение эмигрантов из Германии появилось здесь во время визитов кайзера Вильгельм II в Константинополь (Стамбул), столицу Османской империи (21 октября 1889 года, 5 октября 1898 года в качестве гостя султана Абдул-Хамида II, 15 октября 1917 года в качестве гостя султана Мехмеда V).
Большая часть этих поселенцев были ремесленники, промышленники и военные. Барон Кольмар фон дер Гольц, известный под именем Гольц-паша, был главным военным советником армии Османской империи на протяжении многих лет. Генерал Отто Лиман фон Сандерс командовал турецкой армией во время Первой мировой войны.
Некоторые из самых красивых ялы (вилл) на побережье Босфорского пролива (вилла Круппа, вилла Хубера), Немецкий фонтан и железнодорожный вокзал Хайдарпаша в Стамбуле были построены немцами. Их большая часть, работавшая на строительстве вокзала Хайдарпаша, позднее образовала небольшой немецкий район рядом с кварталом Йелдегермени в округе Кадыкёй, в азиатской части Стамбула. Ещё до этого архитектор Август Яхмунд разработал проект вокзала Сиркеджи в европейской части Стамбула, рядом со зданием Германского Восточного банка в квартале Сиркеджи, в округе Эминоню, в 1890 году бывшее резиденцией канцлера Отто фон Бисмарка. Оба этих вокзалах сыграли важную роль в проекте железнодорожного пути Берлин-Стамбул-Багдад, который способствовал укреплению экономических и политических связей между Германской и Османской империями, и позволил Германии обойти Суэцкий канал, контролировавшийся Британской империей, для продвижения товаров на перспективные рынки Востока, за счет расширения железнодорожной линии дальше на юг в порт Басра на Персидском заливе.
Многие немцы в Стамбуле поддержали движение младотурок (Фридрих Науман, Эрнест Якх, Александр Парвус, Фридрих Шредер). Среди них был и Теодор Хейс, спроектировавший Немецкий культурный центр в Стамбуле и позже ставший первым Федеральным президентом Германии с 1949 по 1959 год. В Стамбуле были построены немецкая школа (в 1868 году) и австрийская школа Святого Георгия (в 1882 году); турецкий лицей с немецким уклоном (в 1884 году).
После Первой мировой войны многие немцы вернулись на историческую родину. В 1920-х годах некоторые из этих немцев, принявших ислам, сформировали небольшую общину близ Берлина.
С приходом в Германии к власти нацистов в 1933 году в Турцию прибыла вторая волна эмигрантов-немцев. Среди них были бывший мэр Берлина Эрнст Ройтер и его сын Эдзард Ройтер, будущий президент Даймлер-Крайслер, архитектор Клеменс Хольцмайстер. Большая часть эмигрантов этой волны жили в Анатолии в страшной нищете. Они называли себя «Haymatloz» («бродяги»), согласно штампу в их паспортах, поставленному турецкими властями.
В настоящее время Турция переживает третью волну эмиграции из Германии. Это немцы, помогающие развитию промышленности и культуры Турции, владельцы недвижимости на Эгейском и Средиземноморском побережьях, где они проводят свой отпуск или поселяются, выйдя на пенсию, а также немцы, женившиеся на турчанках. Один из самых известных членов нынешней немецкой общины в Турции футбольный тренер Кристоф Даум.